# Hines Creek
Hines Creek är en ort i Kanada.   Den ligger i provinsen Alberta, i den centrala delen av landet, 3 200 km väster om huvudstaden Ottawa. Hines Creek ligger 657 meter över havet och antalet invånare är 380.
Terrängen runt Hines Creek är platt. Runt Hines Creek är det mycket glesbefolkat, med 3 invånare per kvadratkilometer.. Det finns inga andra samhällen i närheten.
Trakten runt Hines Creek består till största delen av jordbruksmark.